# Sérgio Orata

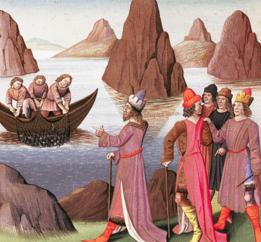
Ilustração medieval de Sérgio Orata demonstrando cultivo de ostras

Caio Sérgio Orata (em latim: Caius Sergius Orata; fl. c. 95 a.C., c., 140 a.C. — c. 90 a.C.) foi um mercador e engenheiro hidráulico da República Romana, contemporâneo do orador Lúcio Licínio Crasso e viveu pouco antes da Guerra Mársica.

## Biografia
Sérgio era bem conhecido pelos seus contemporâneos pela cultura e comercialização de ostras, pelo qual ele foi um inovador. Orata queria tomar vantagem do gosto dos romanos pelos frutos do mar enquanto comida, então ele desenvolveu um novo sistema de criação de ostras. Ele construiu canais e presas para controlar marés, bem como abóbadas elevadas sobre o Lago Lucrino na Campânia.
Ele também foi creditado por Vitrúvio com a invenção do hipocausto (aquecimento sub-piso), embora isso não seja totalmente confirmado. O que parece certo é que ele inventou um tipo de banhos suspensos ("balneae pensiles"), algum tipo de banhos termais relaxantes, que são geralmente consideradas hipocaustos. Ele os comercializou com tanto sucesso como as ostras. Ele costumava comprar vilas, construir os banhos, e em seguida revendê-los a preços maiores.
Romanos diziam de Sergius que ele poderia produzir ostras no telhado de sua casa. Sérgio Orata ficou rico devido a suas invenções; ele se distinguiu por seu amor pelo luxo e requinte. "O orata," Festus observou, "é uma espécie de peixe assim chamado por sua cor dourada (aurata, "dourado", também escrito orata). ... Devido a isso, é dito sobre o abastado Sérgio que eles o chamavam de orata, porque ele usava dois anéis grandes de ouro. Algumas autoridades afirmam que seu apelido vem apenas da comercialização desses peixes."